# Volo Aero Caribbean 883
Il volo Aero Caribbean 883 era un servizio di linea passeggeri da Port-au-Prince, Haiti, a L'Avana, Cuba, con scalo a Santiago de Cuba. Il 4 novembre 2010, l'ATR 72 che operava sulla rotta precipitò nella provincia centrale cubana di Sancti Spíritus, provocando la morte di tutti i 61 passeggeri e i 7 membri dell'equipaggio a bordo. Insieme al volo American Eagle 4184 è stato il peggior incidente nella storia dell'ATR 72 fino a quando, 12 anni dopo, il volo Yeti Airlines 691 precipitò provocando 72 vittime.

## L'aereo
Il velivolo coinvolto era un biturboelica ATR 72-212 con immatricolazione cubana CU-T1549, in uso da Aero Caribbean con sede a Cuba dall'ottobre 2006. Era stato consegnato dalla linea di produzione nel 1995 al suo primo proprietario, Simmons Airlines; passò poi a Continental Express. Secondo il produttore, l'aereo aveva accumulato quasi 25 000 ore di volo in più di 34 500 voli. Aero Caribbean era interamente di proprietà del governo di Cuba.

## L'incidente
Il velivolo partì da Santiago de Cuba con destinazione L'Avana intorno alle 16:50 ora locale (20:50 UTC). Era l'ultimo volo in partenza dall'aeroporto di Santiago de Cuba prima che venisse chiuso a causa dell'avvicinarsi dell'uragano Tomas. Alle 17:42, l'aereo precipitò vicino al villaggio di Guasimal, nella provincia di Sancti Spíritus, a circa 340 km a sud-est dell'Avana, dopo aver lanciato una richiesta di soccorso. I testimoni dissero che l'aereo "volava a bassa quota e appariva instabile [...] sprigionando fumo e fuoco", prima di sentire un'esplosione.
Le strutture mediche di Guasimal vennero messe in allerta per prepararsi ad accogliere i pazienti in emergenza. Tuttavia, a mezzanotte venne detto che non si prevedevano sopravvissuti.
Per consentire l'accesso al luogo dell'incidente, i soccorritori dovettero utilizzare dei bulldozer per arare la fitta vegetazione. L'aereo era stato completamente distrutto dall'impatto e dall'esplosione che ne era derivata, e tutti i corpi delle vittime erano rimasti gravemente ustionati. Gli investigatori ritenevano che i passeggeri non avessero avuto il tempo di reagire perché tutti i corpi erano stati trovati allacciati ai loro sedili, il che aiutò gli investigatori nell'identificazione. I rottami bruciarono per ore dopo l'incidente.
Il giorno successivo all'incidente, il 5 novembre, i soccorritori recuperarono il registratore dei dati di volo e il registratore vocale della cabina di pilotaggio. Questi vennero consegnati agli investigatori per l'ispezione e l'analisi.

## Le indagini
L'Istituto dell'aviazione civile di Cuba (IACC) indagò sull'incidente con l'assistenza del costruttore dell'aereo ATR e del Bureau d'Enquêtes et d'Analyses pour la sécurité de l'aviation civile (BEA).
Nel dicembre 2010, l'IACC dichiarò che l'analisi dei registratori di volo non aveva evidenziato alcun problema tecnico dell'ATR 72. L'aereo era stato colpito da una forte formazione di ghiaccio a 20 000 piedi (6 100 m), non gestita correttamente dai piloti.